# Idit Silmanová
Idit Silmanová (hebrejsky עידית סילמן‎‎; * 27. října 1980 Rechovot) je izraelská politička, která byla v letech 2022–2023 poslankyní Knesetu za stranu Likud, předtím (v letech 2021–2022) za stranu Jamina a v roce 2019 za Ichud miflegot ha-jamin. Byla předsedkyní koalice, než 6. dubna 2022 na protest z koalice vystoupila, přičemž si ponechala mandát v Knesetu a posunula poměr sil mezi koalicí a opozicí. Od prosince 2022 je ministryní ochrany životního prostředí.

## Raný život
Narodila se v Rechovotu a vystudovala Ulpanat Cfira a Wingate Institute. Pracovala jako marketingová manažerka ve zdravotnictví. Je vdaná a má tři děti.

## Politická kariéra
Od mládí byla aktivistkou Národní náboženské strany a pokračovala v Židovském domově, do něhož se Národní náboženská strana sloučila, a kde byla vybrána na ženské místo na stranické kandidátce pro volby do Knesetu v dubnu 2019. Když se strana připojila k alianci Ichud miflegot ha-jamin, dostala se na páté místo její kandidátní listiny a do Knesetu se dostala, když aliance získala pět mandátů.
Pro volby do 22. Knesetu získala osmé místo na kandidátce Jaminy (společná kandidátka ha-Jamin he-chadaš, Židovského domova a Národní jednoty). Jamina však získala pouze sedm mandátů a Silmanová o mandát v Knesetu přišla.
Dne 15. ledna 2020 odešla z Židovského domova do ha-Jamin he-chadaš a téhož dne, kdy byla aliance obnovena pro parlamentní volby 2020, byla zařazena na sedmé místo kandidátní listiny Jaminy.
Před parlamentními volbami v roce 2021 byla zařazena na osmé místo kandidátní listiny Jaminy. Poslankyní Knesetu se stala poté, co Alon Davidi před složením přísahy odstoupil z Jaminy.
Dne 6. dubna 2022 odstoupila z koalice, čímž vládní koalice premiéra Naftali Bennetta ztratila většinu v Knesetu a vyvolala možnost nových voleb již popáté za poslední čtyři roky. Premiér Bennett prohlásil, že Silmanová byla „měsíce pronásledována“ příznivci předsedy strany Likud a lídra opozice Benjamina Netanjahua „na té nejstrašnější úrovni“, dokud neopustila koalici. Sama Silmanová se však odvolávala na skutečnost, že ministr zdravotnictví Nican Horowitz s odvoláním na rozhodnutí Nejvyššího soudu nařídil nemocnicím, aby během svátku Pesach umožnily vstup návštěvníkům s chamecem. Držení chamecu během Pesachu je podle Halachy zakázáno. Silmanová 2. května v prvním rozhovoru po svém odchodu z koalice uvedla, že se tak rozhodla kvůli různým koaličním krokům souvisejícím s náboženstvím. Konkrétně se zmínila o připravovaných reformách v úřadech dohlížejících na kašrut, o změnách v povoleních k provádění gijur, o diskusích o vytvoření sekce pro neortodoxní na náměstí u Západní zdi a o rozhodnutí ministra financí omezit finanční podporu chudých rodin, jejichž rodiče nepracují ani se nevěnují studiu s úmyslem získat povolání. Poslední důvod někteří považují za způsob, jak donutit Charedim, aby omezili studium náboženství a vstoupili do sekulárního světa.
Dne 11. září odstoupila z Knesetu a nahradila ji Orna Štarkman. Později získala 16. místo na kandidátce Likudu před volbami v roce 2022. Ve volbách byla opět zvolena poslankyní. V prosinci 2022 byla jmenována ministryní ochrany životního prostředí v šesté vládě Benjamina Netanjahua. V lednu 2023 rezignovala na svůj poslanecký mandát.